# Lågfrekvensoscillator
För filmen med samma namn, se LFO (film).
Lågfrekvensoscillator (en low-frequency oscillator, förkortat LFO) är en enhet som ofta används i en synthesizer och som genererar periodiskt upprepade vågformer med frekvens lägre än de hörbara frekvenserna. Vanligtvis används LFO för att påverka ljudets amplitud, frekvens eller andra parametrar genom att styra andra enheter i synten, varvid till exempel vibrato,  tremolo, panorerings- och wah-wah-effekter kan automatiseras. LFO:n kan ha flera olika vågformer där de vanligaste är sinusvåg, sågtandsvåg, triangelvåg och fyrkantsvåg.